# Pilule rouge et pilule bleue
Pour les articles homonymes, voir pilule rouge et pilule bleue.

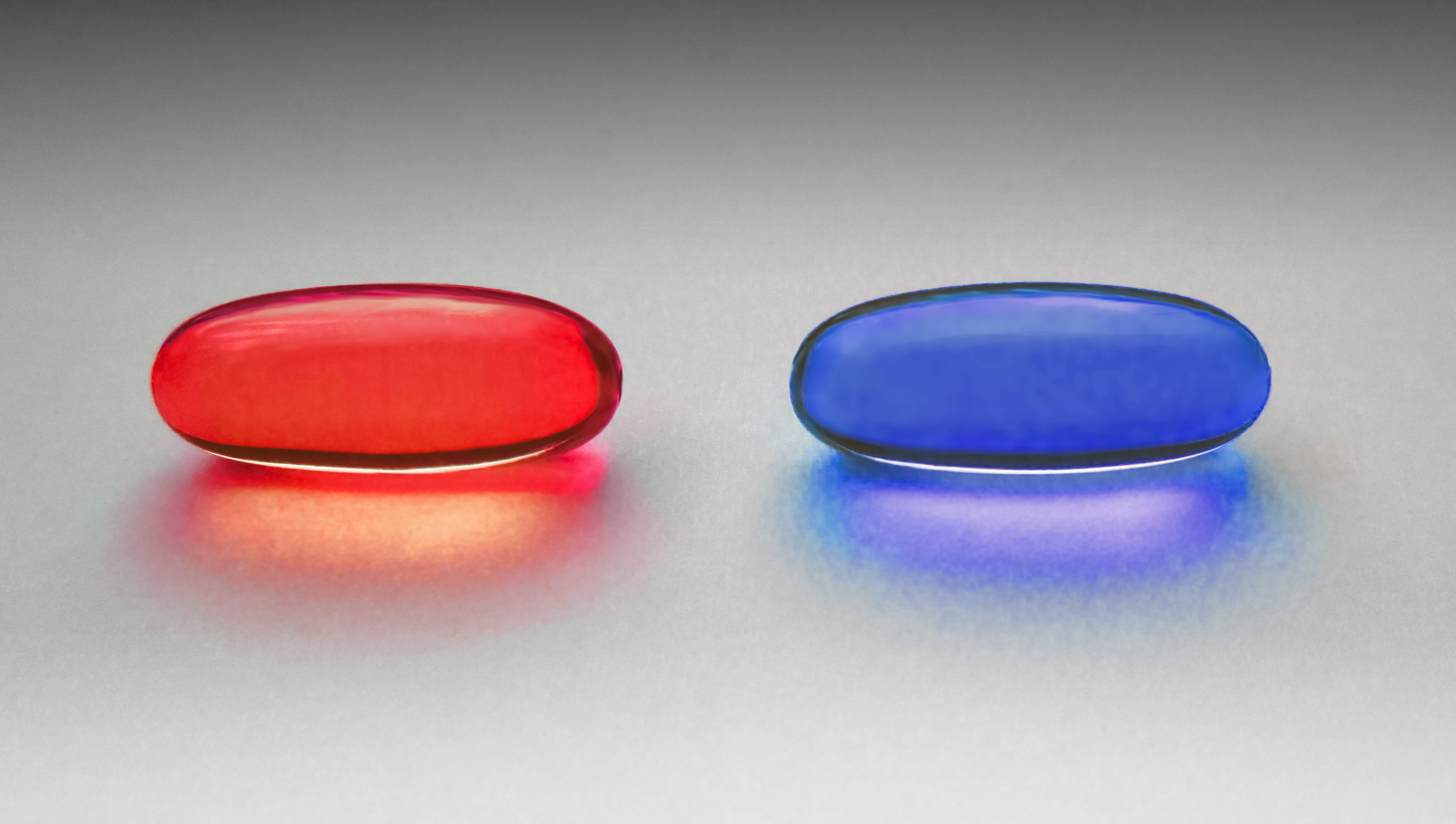
Des gélules rouges et bleues, comme celles que l'on voit dans le film Matrix (1999).

La « pilule rouge » et la « pilule bleue » sont des concepts issus d'une scène du film Matrix. Ils font référence à un choix entre la volonté d'apprendre une vérité potentiellement dérangeante ou qui peut changer la vie, en prenant la pilule rouge, et celle de rester dans une ignorance satisfaisante, en prenant la pilule bleue.

## Description

### Contexte
Dans Matrix, le chef rebelle Morpheus propose au personnage principal Neo de choisir entre une pilule rouge et une pilule bleue. Selon l'interprétation la plus répandue, la pilule rouge représenterait un avenir incertain - elle libérerait du contrôle asservissant du monde onirique généré par la machine et permettrait de s'échapper dans le monde réel, mais vivre la « vérité de la réalité » est plus dur et plus difficile. D'autre part, la pilule bleue représente une belle prison - elle le ramènerait à l'ignorance, vivant dans un confort confiné, sans besoin ni peur, dans la réalité simulée de la Matrice. Comme décrit par Morpheus : « Choisis la pilule bleue et tout s’arrête, après tu pourras faire de beaux rêves et penser ce que tu veux. Choisis la pilule rouge : tu restes au Pays des Merveilles et on descend avec le lapin blanc au fond du gouffre ». Neo choisit la pilule rouge et rejoint la rébellion.
La pilule bleue permet à la personne de rester dans la réalité fabriquée de la Matrice, tandis que la rouge sert de balise à la personne dans le monde réel et la prépare à être « déconnectée » de la Matrice. Une fois que l'on choisit la pilule rouge ou bleue, le choix est irrévocable. Neo prend la pilule rouge et se réveille donc alors dans un monde réel, où il est expulsé d'une chambre pleine de liquide dans laquelle il a été inconscient toute sa vie. Il est récupéré à bord du navire de Morpheus, qui lui montre la vraie nature de la Matrice : une simulation informatique détaillée de la Terre à la fin du XXe siècle, créée pour maintenir dociles les esprits des humains tandis que leurs corps sont stockés dans d'énormes centrales électriques, où leur chaleur corporelle et leur bioélectricité sont consommées comme énergie par les machines qui les ont asservis.

### Inspirations philosophiques
Le film Matrix (La Matrice) (1999), réalisé par les Wachowski, fait référence à des mythes historiques et à la philosophie, notamment le gnosticisme, l'existentialisme et le nihilisme,. La prémisse du film ressemble à l'allégorie de la caverne de Platon,, au « Zhuangzi rêva qu'il était un papillon » de Zhuangzi, au doute cartésien et au malin génie de René Descartes,, aux réflexions de Kant sur le phénomène par rapport à la chose en soi, à la machine de Robert Nozick, au concept de réalité simulée et à l'expérience du cerveau dans une cuve,. Matrix fait très clairement référence à Alice au pays des merveilles avec les expressions « pays des merveilles », « le lapin blanc » et « le terrier du lapin », et fait également référence au chemin de découverte de Neo comme étant le « pays des merveilles ».

## Interprétations liées à l'identité de genre
Matrix a été interprété comme une métaphore de la transidentité. Dans ce cadre d'analyse, la pilule rouge permettant dans le film de percevoir le monde réel est assimilée aux cachets de Premarin de 0,625 mg prescrits dans les années 1990 pour l'hormonosubstitution des femmes trans. De manière similaire, la pilule bleue a été assimilée au Viagra, dont c'est un surnom fréquent.

## Thème complotiste
Le thème est notamment populaire sur internet auprès de l'extrême droite française et des complotistes.
Certains groupes d'idéologies reposant sur l'opposition à un ordre établi ou supposé comme tel reprennent à leur compte la métaphore du choix de la pilule. Ils cherchent ainsi à se différencier de ceux qui choisissent de rester dans l'ignorance et « faire de beaux rêves »,,,,.
Le thème complotiste postule une rupture entre ceux qui sortent de la matrice (rouge) et ceux qui y restent (bleu),,. Le thème est repris par Elon Musk à la suite de la pandémie de Covid-19.